# Guido Del Mestri
Guido Del Mestri (Banja Luka, 13. siječnja 1911. – Nürnberg, 2. kolovoza 1993.) je bio talijanski kardinal, trostruki doktor znanosti i apostolski nuncij Svete Stolice. Koliko je poznato, on je prvi kardinal Katoličke crkve rođen na prostoru današnje Bosne i Hercegovine.

## Djetinjstvo u Banjoj Luci
Dolazi iz plemićke obitelji Medea. Rođen je 13. siječnja 1911. u Banjoj Luci u Bosni i Hercegovini, koja je tada bila dijelom Austro-Ugarske. Roditelji su mu grof Gian Vito Del Mestri i barunica Marianna de Grazia. Kršten je u župnoj crkvi Svetog Ante na Petrićevcu gdje su živjeli njegovi roditelji. Već od djetinjstva u kući je govorio hrvatski, talijanski i njemački jezik.

## Trostruki doktor
Školovanje je započeo u Banjoj Luci, pohađao je gimnaziju u Kalksburgu kod Beča i to kao kandidat Banjolučke biskupije, dok je teologiju studorao na u Papinskom sveučilištu Gregoriana u Rimu, gdje je 1932. doktorirao iz filozofije, 1937. iz teologije, a 1940. iz kanonskog prava. Za vrijeme studija boravio je u Papinskom rimskom zavodu Capranica. Od 1937. do 1940. studirao je diplomaciju pri Papinskoj crkvenoj akademiji. Govorio je hrvatski, talijanski, njemački, engleski, francuski, rumunjski i latinski jezik.

## Diplomatska služba
11. travnja 1936. kardinal Francesco Marchetti Selvaggiani ga je zaredio za svećenika. Kao svećenik djeluje u diplomaciji Svete Stolice u Beogradu, Bukureštu, Damasku, Jakarti, Bad Godesbergu i Nairobiu. 6. listopada 1951. postaje prelat Njegove Svetosti pape Pia XII.
Izabran je naslovnog nadbiskupa Tuscamie (današnji Alžir) 28. listopada 1961. te je zaređen 31. prosinca iste godine, u Nairobiju (Kenija). Posvetio ga je kardinal Laurean Rugambwa. 
Od 1962. do 1965. sudjelovao je na Drugom vatikanskom saboru. 9. rujna 1967. imenovan je apostolskim delegatom u Meksiku, a 20. lipnja 1970. pro-nuncijem u Kanadi. Bio je imenovan apostolskim nuncijem u Njemačkoj upravo nakon razdoblja Ostpolitik-a (1975.-1984.). U diplomaciji ostaje pune 44 godine, od 1940. do 1984. kada je umirovljen. 

## Ivan Pavao II. imenuje ga kardinalom
Papa Ivan Pavao II, uzdigao ga je na čast kardinala na konzistoriju održanom 28. lipnja 1991. i naslovnikom crkve Svetog Eustahija u Rimu. 
Umro je u Nürnbergu 2. kolovoza 1993. u dobi od 82 godine. Grob mu se nalazi na brdu Medea, uz crkvu Svetoga Ante.
Unatoč velikoj izobrazbi i ugledu uvijek je ostao skroman i pokazao se pravim dobročiniteljem svoje Banjolučke biskupije.

## Biskupsko rodoslovlje
- Kardinal Scipione Rebiba
- Kardinal Giulio Antonio Santorio
- Kardinal Girolamo Bernerio, O.P.
- Nadbiskup Galeazzo Sanvitale
- Kardinal Ludovico Ludovisi
- Kardinal Luigi Caetani
- Kardinal Ulderico Carpegna
- Kardinal Paluzzo Paluzzi Altieri degli Albertoni
- Papa Benedikt XIII., O.P.
- Papa Benedikt XIV.
- Papa Klement XIII.
- Kardinal Bernardino Giraud
- Kardinal Alessandro Mattei
- Kardinal Pietro Francesco Galleffi
- Kardinal Giacomo Filippo Fransoni
- Kardinal Carlo Sacconi
- Kardinal Edward Henry Howard
- Kardinal Mariano Rampolla del Tindaro
- Kardinal Rafael Merry del Val y Zulueta
- Kardinal Arthur Hinsley
- Nadbiskup David Mathew
- Kardinal Laurean Rugambwa
- Kardinal Guido Del Mestri[4]

### Apostolska sukcesija
- Nadbiskup James Joseph Komba (1962.)
- Biskup Cipriano Biyehima Kihangire (1963.)
- Biskup José López Lara (1968.)
- Biskup Bernard Hubert (1971.)
- Nadbiskup Alphonsus Liguori Penney (1973.)
- Biskup Louis-de-Gonzague Langevin, M.Afr. (1974.)